# Trimerocephalus
Trimerocephalus è stato un trilobite dell'ordine dei Phacopida, della famiglia Phacopidae vissuto nel Devoniano.

## Descrizione
Nel corso della crescita, i trilobiti mutavano periodicamente il loro scheletro esterno. spesso sono state rinvenute le esuvie di muta di Trimerocephalus. Un resto fossile viene identificato come esuvia quando tutte le parti dell'esoscheletro sono separate. Lo scudo cefalico in molti esemplari appare capovolto. In questo genere lo scudo cefalico è relativamente breve, non sono presenti ochi ne spine genali. Le pleure larghe hanno l'estremità rivolta verso il basso, questo genere raggiungeva i 3 cm di lunghezza media.

## Habitat
Trimerocephalus viveva sul fondale, in acque profonde, si rinviene solitamente nelle argilliti. La sua distribuzione geografica si limita all'Europa.